# Prirodni jezik
U filozofiji jezika, prirodni jezik (ili obični jezik) je jezik kojim se govori, piše ili simbolički označava (vizualno ili taktilno) od strane ljudi u općenitu svrhu komunikacije, kao suprotnost konstruktima kao što su računalni programski jezici ili "jezici" korišteni u proučavanju formalne logike, napose matematičke logike.
Obrada prirodnog jezika, koja pruža komjuteriziranu podršku za ulaz u stilu prirodnog jezika (kao suprotnost visoko umjetnoj sintaksi uobičajenoj u računalnim jezicima) je važno potpolje umjetne inteligencije i lingvistike. Problemi prirodnih jezika su osobito uočljivi u područjima kao što su rudarenje teksta, tražilice, automatsko sažimanje, sinteza govora i algoritmi korišteni za određivanje sadržaja tokova teksta u računskoj lingvistici (npr. viterbi algoritam).